# Биндер, Ирина Владимировна
Ирина Владимировна Биндер (род. 29 февраля 1988) — российская самбистка и дзюдоистка, призёр чемпионатов России и Европы, мастер спорта России международного класса.

## Спортивные результаты
- Кубок Европы по дзюдо среди кадетов 2004 года — ;
- Первенство Европы по дзюдо среди кадетов 2004 года — ;
- Первенство России среди юниоров по дзюдо 2005 года — ;
- Первенство России среди молодёжи по дзюдо 2008 года — ;
- Чемпионат России по дзюдо 2008 года — ;
- Чемпионат России по самбо среди женщин 2011 года — ;